# Список орденов советских республик
В списке приводятся ордена советских социалистических республик, существовавших с 1920 по 1944 год, вошедших в состав СССР. Ордена существовали в отдельных республиках до и после образования СССР. Награждения трудовыми орденами происходили в основном до учреждения общесоюзного ордена Трудового Красного Знамени, а военными - до учреждения орденов Красной Звезды и Красного Знамени

## Ордена советских республик
| Название (включая тип)                                                            | Период вручения                          | Количество награждений                       | Изображение            | Комментарии |
| --------------------------------------------------------------------------------- | ---------------------------------------- | -------------------------------------------- | ---------------------- | --- |
| Орден Красного Знамени РСФСР                                                      | 16 сентября 1918 - 1924                  |                                              |                        | Учреждён 16 сентября 1918 года во время гражданской войны декретом ВЦИК. Проектный эскиз ордена был поручен художнику Василию Ивановичу Денисову, однако из-за его болезни фактически всю работу по созданию рисунка ордена «Красное Знамя» пришлось выполнить его сыну Владимиру (тоже художнику). В. В. Денисов меньше чем за месяц подготовил шесть вариантов рисунка знака нового ордена. Один из них был признан Комиссией ВЦИК как наиболее точно отражающий суть боевого знака отличия. На нём были изображены: развернутое Красное Знамя, пятиконечная красная звезда, лемех плуга, молот, штык, скрещенные серп и молот, дубовые листья венка. На красном знамени располагался лозунг: «Пролетарии всех стран, соединяйтесь!». В нижней части ордена на красной ленте были буквы «Р. С. Ф. С. Р.». 4 октября 1918 года этот вариант рисунка ордена «Красное Знамя» с небольшими исправлениями, сделанными автором по замечаниям членов наградной комиссии, был утверждён Президиумом ВЦИК. |
| Орден Трудового Красного Знамени РСФСР                                            | апрель 1920 года — январь 1933 года.     | 163, по другим данным 158.                   |                        | Был учреждён постановлением 8-го Всероссийского съезда Советов рабочих, крестьянских, красноармейских и казачьих депутатов 28 декабря 1920 года. Награждения производились с апреля 1921 года по январь 1933 года. Орден учреждался как коллективная и индивидуальная награда, в отличие от Ордена Красного Знамени, который неофициально именовали также орденом Боевого Красного Знамени. По одним данным было совершено 163 награждения, в том числе 43 рабочих коллектива и Дагестанская АССР. По другим данным 43 награждения коллективов (один из них дважды) и 115 награждений работников индивидуально. Начиная с 1925 года, производилось также награждение и орденом Трудового Красного Знамени СССР, однако, так как самого ордена не было, по 1931 год выдавались ордена тех республик, где располагался коллектив или рабочий. Всего с 1921 по 1933 год включительно трудовым орденом РСФСР было награждено 43 рабочих коллектива, из которых дважды этим орденом был отмечен труд работников Нижегородской радиолаборатории. Кавалерами ордена Трудового Красного Знамени РСФСР стали 115 человек. |
| Орден Красного Знамени Азербайджанской ССР                                        | 1920 - 1924                              | 21                                           |                        | Учреждён в 1920 году. Знак внешне напоминает аналогичный орден РСФСР (красная пятиконечная звезда в центре, полуприкрытая сверху красным знаменем, под нею — штык винтовки, молот и плуг). Однако к красной звезде был добавлен красный полумесяц, а на знамени девиз «Пролетарии всех стран, соединяйтесь!» был продублирован аналогичной надписью арабским шрифтом по-азербайджански. Проект этого ордена был разработан начальником военно-топографического отделения оперативно-мобилизационного отдела штаба народного комиссара по военным и морским делам АзССР И. П. Векилова. Знаки ордена изготовили из серебра бакинские ювелиры М. Тевосов, А. Тейтельман и др. Первым кавалером данного ордена стал М. Г. Ефремов. Всего данным орденом был награждён 21 человек. |
| Орден Труда Азербайджанской ССР (тип 1)                                           | апрель 1922 года — 1929 год              | 54                                           |                        | Вначале в республике происходили награждения Орденом Труда (в апреле 1922 года, хотя постановление о награждении было вынесено в мае 1921 года), само же положение об ордене было принято только 6 июня 1925 года. До 1930 года награждения производились с выдачей ордена старого образца, всего было 54 награждения. |
| Орден Трудового Красного Знамени Азербайджанской ССР (тип 2)                      | 1930 год — 1933 год                      | ~ 300                                        |                        | 3 декабря 1929 года был принят статут Ордена Трудового Красного Знамени и был пересмотрен внешний вид ордена. В 1931—1933 годах вручали ордена нового образца, и произвели около 300 награждений. |
| Орден Трудового Красного Знамени Украинской ССР (тип 1)                           | апрель 1922 года — 1933 год              | 400                                          |                        | Орден в УССР был учреждён 2 марта 1921 года на 5-м Всеукраинском съезде Советов. Первое награждение орденом произошло почти через год после постановлении о награждении (в апреле 1922 года и в июне 1921 года соответственно). Всего по 1933 год было около 400 награждений данным орденом. |
| Орден Трудового Красного Знамени Украинской ССР (тип 2)                           | ноябрь 1925 года                         |                                              |                        | В 1925 году, в связи с «завершением восстановления народного хозяйства и переходом к построению фундамента социалистической экономики», ВУЦИК решил заменить существующий знак ордена Трудового Красного Знамени УССР новым. В результате двух конкурсов – всеукраинского и всесоюзного, которые проводились в марте-августе 1925 года, лучшим был признан проект ордена московского художника И. П. Киселева. 4 ноября образец знака ордена Трудового Красного Знамени УССР и устав к нему были утверждены ВУЦИКом и Совнаркомом УССР. Несмотря на то, что новый знак ордена Трудового Красного Знамени был одобрен ВУЦИК и Совнаркомом УССР, а его изображение и устав ордена были опубликованы в «Сборнике узаконений и распоряжений рабоче-крестьянского правительства Украины», он так и не стал использоваться для награждений. ВУЦИК при награждении орденом Трудового Красного Знамени УССР коллективов и отдельных граждан и дальше вручал вместе с грамотой знак ордена образца 1921 года. |
| Орден Красного Знамени Хорезмской НСР                                             | ? - 1924                                 | 74                                           |                        | Знак ордена овальной формы заключён в венок из колосьев. На поле знака — скрещённые сабля и красное знамя. В месте их скрещения — красная лента с буквами «Х. С. С. Р.». Вверху ордена изображена красная пятиконечная звезда, на знамени и в центре звезды — гербовая эмблема республики. Всего данным орденом были награждены 74 человека. |
| Орден Труда Хорезмской НСР                                                        | февраль 1922 года — конец 1923 года      | ~ 100                                        |                        | Орден Труда, выдавался с февраля 1922 года (по некоторым данным и ранее) по конец 1923 года, всего около 100 награждений, в том числе был награждён и В. И. Ленин. |
| Орден Трудового Красного Знамени Хорезмской ССР                                   | 1924 год                                 | < 20                                         |                        | Так как в октябре 1923 года республика была преобразована в Хорезмскую Социалистическую Советскую Республику, орден был переименован в Орден Трудового Красного Знамени ХССР и изменён его внешний вид. Награждения новым орденом производили в 1924 году (с апреля по ноябрь), всего не более 20 награждений. |
| Орден Красного Знамени Армянской ССР                                              | 1921 - 1924                              | 182                                          |                        | Учреждён в 1921 году. Все надписи сделаны на армянском языке. Изображён древний символ Армении — гора Арарат, на фоне которой изображены горящий факел, красное знамя и красная звезда. Вся композиция заключена в венок из колосьев и лавровых листьев. Первым кавалером данного ордена стал А. И. Геккер — командующий 11-й армией, которая принимала участие в борьбе против дашнакского правительства и в установлении в Армении Советской власти. Всего данным орденом было награждены 182 человека. |
| Орден Труда Армянской ССР                                                         | март 1923 года — 1931 год                | ~ 95                                         |                        | Несмотря на то, что первое постановление о награждении первым орденом было вынесено в марте 1923 года, решение об учреждении ордена появилось позже, — 2 июля 1923 года, сами же знаки отличия появились только в 1926 году. Этим орденом было произведено около 95 награждений. Несмотря на официальное введение нового ордена в 1931 году, новый знак появился еще только через 2 года. |
| Орден Трудового Красного Знамени Армянской ССР                                    | 1933 год — 1934 год                      | На Январь 2022 Года известно 139 Награждений |                        | Положение об Ордене Трудового Красного Знамени было принято 19 октября 1931 года, сам орден появился в 1933 году, награждения производили по 1934 год. Всего было награждено менее 70 рабочих. |
| Орден Трудового Красного Знамени Белорусской ССР                                  | 10 октября 1924 года — декабрь 1932 года | 169                                          |                        | Орден БССР был учреждён 10 октября 1924 года, первое награждение в декабре того же года, а последнее в декабре 1932 года. Так как в республике не было специального военного ордена, он также присуждался и за боевые заслуги. Всего было 169 награждений, среди них 30 организаций. |
| Орден Трудового Красного Знамени Абхазской ССР                                    |                                          | не менее 2 награждений                       | Не дошло до наших дней | Об этом ордене Абхазской ССР сохранилось мало информации, упоминания о нём находятся только в каталоге А. Н. Куценко и Ю. Д. Смирнова «Ордена советских республик», изображения и образцы ордена не дошли до нас, известно только о двух награждённых и только одно из них имеет документальное подтверждение. |
| Орден Трудового Красного Знамени Узбекской ССР (тип 1)                            | 30 декабря 1925 года — 1930 год          | 150                                          |                        | Орден Трудового Красного Знамени Узбекской ССР был учреждён 30 декабря 1925 года, а статут принят только 7 июля 1926 года, первое награждение произошло через год после учреждения, — в феврале 1926 года. |
| Орден Трудового Красного Знамени Узбекской ССР (тип 2)                            | 1930 год — 1933 год                      | 356                                          |                        | Так как республика была одним из основных поставщиков хлопка, в 1930 году был учреждён второй вариант ордена и старый вариант принудительно заменялся на новый. Награждения происходили по 1933 год включительно. Из 506 награждений обоими орденами 40 приходилось на коллективы. |
| Орден Трудового Красного Знамени Туркменской ССР                                  | 24 февраля 1926 года — март 1933 года    | > 180                                        |                        | Орден в Туркменской ССР был учреждён 24 февраля 1926 года, так как отдельного боевого ордена в республике учреждено не было, он выдавался и за боевые заслуги. Первое награждение — апрель 1927 года, последнее — в марте 1933 года. Всего произведено более 180 награждений. |
| Орден Красного Знамени Грузинской ССР                                             | 1921 - 1924                              | 21                                           |                        | Учреждён в 1921 году. Знак ордена представляет собой круглый щит с наложенной на него саблей, который венчает красное знамя с написанным на грузинском языке девизом «Пролетарии всех стран, соединяйтесь!». Под знаменем — красная пятиконечная звезда с серпом и молотом. В центре — сокращенное название республики на грузинском языке. Всего данным орденом был награждён 21 человек. |
| Орден Трудового Красного Знамени Грузинской ССР (тип 1)                           | 1921 год — 1928 год                      | см. след. орден.                             |                        | Орден Трудового Красного Знамени первого образца — с 1921 года по 1928 год. Примечательно, что первое награждение состоялось в феврале 1928 года, через 7 лет после учреждения. |
| Орден Трудового Красного Знамени Грузинской ССР (тип 2)                           | 1928 год — 1933 год                      | 180                                          |                        | Орден Трудового Красного Знамени второго образца — с 1928 года по март 1933 года. Этим орденом награждались и военные. Обоими вариантами было награждено более 180 человек и организаций. |
| Орден Трудового Красного Знамени Таджикской ССР                                   | 16 апреля 1930 года — февраль 1933 года  | ~ 250                                        |                        | Орден Таджикской ССР просуществовал с 16 апреля 1930 года (сразу после образования республики) по февраль 1933 года. Этим орденом награждались и военные. Всего около 250 награждений данным орденом. |
| Орден Трудового Красного Знамени ЗСФСР                                            | 1923 год — 1933 год                      | > 140                                        |                        | В 1922 году Азербайджанская, Грузинская и Армянская союзные республики по внешним и внутренним политическим и экономическим причинам создали Федеративный Союз Закавказских республик, который затем был преобразован в Закавказскую Социалистическую Федеративную Советскую Республику, союзные республики при этом сохранили самостоятельность, в декабре того же года ЗСФСР вошла в состав СССР вместе с РСФСР, УССР и БССР. Несмотря на наличие собственных трудовых и боевых орденов, правительство федеративной республики (ЦИК и СНК ЗСФСР) учредили республиканский орден «Трудовое Красное Знамя». Хотя первое постановление о награждении этим орденом в ЗСФСР было вынесено в январе 1923 года, утверждение положения об ордене «Трудовое Красное Знамя ЗСФСР» состоялось только в 1932 году. С 1932 по 1933 годы состоялось более 140 награждений, в частности: К. Е. Ворошилов, член Заккрайкома ВКП(б) и ЦИК Закавказской Федерации Б. М. Иппо, председатель ОГПУ В. Р. Менжинский, В. И. Полонский, И. Ф. Федько, заместитель наркома Рабоче-крестьянской инспекции Азербайджанской ССР А. И. Габер-Корн, М. Фриновский, работник ВЧК-ОГПУ И. Станский, учёный, агроном-хлопковод П. П. Медведев и другие. За лучшие показатели по итогам года и на военных маневрах в сентябре 1931 года орденом «Трудовое Красное Знамя» ЗСФСР были награждены 1-я Грузинская горнострелковая и 3-я Кавказская горнострелковая дивизии, а также крейсер «Красный Кавказ». |
| Орден «За заслуги перед национальной революцией» (с 1936 года — Орден Республики) | 17 марта 1935 года — 1941 год            | ~ 100                                        |                        | Тувинская Аратская республика вплоть до 1944 года не входила в состав СССР. Высшей наградой республики был Орден «За заслуги перед национальной революцией», который был учреждён намного позже, чем в остальных республиках, — только 17 марта 1935 года. |
| Орден Республики ТНР                                                              | август 1941 года — сентябрь 1944 года    | ~ 105                                        |                        | В 1941 году был изготовлен Орден нового образца. Награждения первым типом проходили с июля 1935 года (около 100 награждений), вторым типом награждали с августа 1941 года и по сентябрь 1944 года (около 105 человек, в основном за заслуги на фронтах Великой Отечественной войны). |
| Орден Труда ТНР                                                                   |                                          |                                              |                        | Орден имел овальную форму, образованную колосьями пшеницы. В верхней части — знамя красной эмали с надписью девиза и пятиконечной звездой, в центре знака — карта республики с накладными золотыми скрещёнными серпом и молотом. Под знаменем на фоне белой эмали — название ордена, в нижней части — головы лошади и коровы, основного богатства республики, под ними на ленте красной эмали — первые буквы названия республики. |
| Орден Красной Звезды Бухарской НСР                                                | 3 июля 1922                              |                                              |                        | Учреждён постановлением Президиума Всебухарского ЦИК от 3 июля 1922 года. Состоит из трёх степеней. Первая степень изготавливается из золота, вторая степень — из серебра, третьей степенью ордена является медаль Бухарской НСР — «Защитнику Революции». Орденом награждались военнослужащие Красной армии Бухарской НСР и РККА за отличия в сражениях против сил контрреволюции в Средней Азии. Первоначально орден назывался — Знак Военного отличия. Одним из первых награждённых был Иосиф Сталин. Штампы формовки основания и медальона знака ордена Красная Звезда (Бухарской НСР) 1 и 2 степеней изготовил А. И. Пугачёв. |